# 杰出锥棘吸虫
杰出锥棘吸虫（学名：Petasiger exaeretus）为棘口科锥棘属的动物。分布于日本、阿美尼亚、哈萨克斯坦、西欧、大洋洲、台湾岛等地，营寄生生活，宿主鸬鹚以及寄生于小肠。